# لاري هوارد
لاري هوارد (بالإنجليزية: Larry Howard)‏ هو لاعب كرة قاعدة أمريكي، ولد في 6 يونيو 1945 في كولومبوس في الولايات المتحدة.